# Проферансов Дмитро Петрович
Дмитро Петрович Проферансов (9 червня 1903 — 20 лютого 1982, місто Москва, тепер Російська Федерація) — радянський державний діяч, заступник голови Ради міністрів Російської РФСР. Депутат Верховної ради РРФСР 3-го скликання.

## Життєпис
З липня 1930 року працював начальником будівельного відділу Дирекції парку культури та відпочинку в Москві.
Член ВКП(б).
У вересні 1940 — листопаді 1942 року — начальник Московського міського управління промисловості будівельних матеріалів та будівельних деталей.
У листопаді 1942 — липні 1945 року — начальник Московського міського житлового управління.
У липні 1945 — лютому 1947 року — начальник Московського міського управління будівництва та лісопаркового захисного поясу.
У 1947—1948 роках — заступник міністра промисловості будівельних матеріалів РРФСР; начальник Головного управління з відновлення міста Сталінграда при Раді міністрів Російської РФСР.
11 жовтня 1948 — серпень 1949 року — заступник міністра житлово-цивільного будівництва РРФСР.
17 серпня 1949 — 27 червня 1951 року — міністр комунального господарства РРФСР.
27 червня 1951 — 2 червня 1953 року — заступник голови Ради міністрів РРФСР.
2 червня 1953 — 16 серпня 1954 року — міністр житлово-цивільного будівництва РРФСР.
З другої половини 1950-х років — заступник голови Державного планового комітету Ради міністрів РРФСР; член ЦК профспілки будівельників.
На 1965 рік — член Президії Центральної ради Всеросійського товариства охорони навколишнього середовища. З 23 липня 1965 року — член Організаційного комітету з підготовки та проведення Установчого з'їзду Всеросійського добровільного товариства охорони пам'яток історії та культури.
Персональний пенсіонер. До 20 лютого 1982 року — відповідальний співробітник науково-дослідного інституту економіки будівництва Держбуду СРСР у Москві.
Помер 20 лютого 1982 року після важкої хвороби в Москві.

## Нагороди і відзнаки
- орден Червоної Зірки
- орден «Знак Пошани»
- медалі